# Nygårds hagar
Nygårds hagar is een plaats (tätort) in de gemeente Nykvarn in het landschap Södermanland en de provincie Stockholms län in Zweden. De plaats heeft 328 inwoners (2010) en een oppervlakte van 39 hectare.